# Ніколь Гіббс
Ніколь Гіббс (англ. Nicole Gibbs; нар. 1993) — колишня американська професійна тенісистка.
Здобула сім одиночних та п'ять парних титулів туру ITF.
Найвищу одиночну позицію світового рейтингу — 68 місце досягла 25 липня 2016 2003, парну — 107 місце — 19 вересня 2016 року.
Завершила кар'єру 2021 року.
2014 року закінчила Стенфордський університет.

## Виступи у турнірах Великого шолома

### Одиночний розряд
| Турнір                                 | 2009 | 2010 | 2011 | 2012 | 2013 | 2014 | 2015 | 2016 | 2017 | 2018 | 2019 | 2020 | SR     | W–L   |
| -------------------------------------- | ---- | ---- | ---- | ---- | ---- | ---- | ---- | ---- | ---- | ---- | ---- | ---- | ------ | ----- |
| Відкритий чемпіонат Австралії з тенісу |      |      |      |      | К2р  | К2р  | 2р   | 2р   | 3р   | 2р   |      | К2р  | 0 / 4  | 5–4   |
| Відкритий чемпіонат Франції з тенісу   |      |      |      |      |      | К1р  | 1р   | 1р   | К3р  | К2р  |      |      | 0 / 2  | 0–2   |
| Вімблдонський турнір                   |      |      |      |      | К1р  | К3р  | 1р   | 1р   |      | К3р  |      |      | 0 / 2  | 0–2   |
| Відкритий чемпіонат США з тенісу       | К1р  | К2р  | К1р  | 1р   | 1р   | 3р   | 2р   | 2р   | 2р   | 1р   | 1р   |      | 0 / 8  | 5–8   |
| Перемоги-Поразки                       | 0–0  | 0–0  | 0–0  | 0–1  | 0–1  | 2–1  | 2–4  | 2–4  | 3–2  | 1–2  | 0–1  | 0–0  | 0 / 16 | 10–16 |

### Парний розряд
| Турнір                                 | 2011 | 2012 | 2013 | 2014 | 2015 | 2016 | 2017 | 2018 | 2019 | 2020 | SR    | W–L |
| -------------------------------------- | ---- | ---- | ---- | ---- | ---- | ---- | ---- | ---- | ---- | ---- | ----- | --- |
| Відкритий чемпіонат Австралії з тенісу |      |      |      |      |      |      | 1р   |      |      |      | 0 / 1 | 0–1 |
| Відкритий чемпіонат Франції з тенісу   |      |      |      |      |      | 1р   |      |      |      |      | 0 / 1 | 0–1 |
| Вімблдонський турнір                   |      |      |      |      |      | 1р   |      |      |      |      | 0 / 1 | 0–1 |
| Відкритий чемпіонат США з тенісу       | 1р   |      |      | 1р   | 2р   | 3р   | 2р   | 2р   |      |      | 0 / 6 | 5–6 |
| Перемоги-Поразки                       | 0–1  | 0–0  | 0–0  | 0–1  | 1–1  | 2–3  | 1–2  | 1–1  | 0–0  | 0–0  | 0 / 9 | 5–9 |

## Фінали WTA 125K series

### Одиночний розряд: 1 (1 поразка)
| Результат | W–L | Дата | Турнір                        | Покриття | Опонент       | Рахунок       |
| --------- | --- | ---- | ----------------------------- | -------- | ------------- | ------------- |
| Поразка   | 0–1 | 2015 | Southern California Open, США | Тверде   | Яніна Вікмаєр | 3–6, 6–7(4–7) |

### Парний розряд: 1 (1 поразка)
| Результат | W–L | Дата     | Турнір             | Покриття | Партнер       | Опоненти             | Рахунок               |
| --------- | --- | -------- | ------------------ | -------- | ------------- | -------------------- | --------------------- |
| Поразка   | 0–1 | Лис 2016 | Honolulu Open, США | Тверде   | Ейжа Мугаммад | Ходзумі Ері Като Мію | 7–6(7–3), 3–6, [8–10] |

## Фінали ITF

### Одиночний розряд: 18 (7 титулів, 11 поразок)
| Легенда                 |
| ----------------------- |
| Турніри $100,000        |
| Турніри $80,000         |
| $50,000/Турніри $60,000 |
| Турніри $25,000         |
| Турніри $10,000         |

| Фінали за покриттям |
| ------------------- |
| Тверде (6–8)        |
| Ґрунт (1–3)         |
| Трава (0–0)         |
| Килим (0–0)         |

| Результат | W–L  | Дата     | Турнір                    | Tier   | Покриття | Опонент                       | Рахунок       |
| --------- | ---- | -------- | ------------------------- | ------ | -------- | ----------------------------- | ------------- |
| Перемога  | 1–0  | Лис 2007 | ITF Мексика City          | 10,000 | Тверде   | Марія Фернанда Альварес Теран | 7–5, 6–3      |
| Поразка   | 1–1  | Чер 2011 | ITF Buffalo, США          | 10,000 | Ґрунт    | Лорен Девіс                   | 7–5, 2–6, 4–6 |
| Перемога  | 2–1  | Лип 2012 | ITF Denver, США           | 50,000 | Тверде   | Жюлі Куен                     | 6–2, 3–6, 6–4 |
| Поразка   | 2–2  | Лют 2013 | ITF Rancho Santa Fe, США  | 25,000 | Тверде   | Медісон Бренгл                | 1–6, 4–6      |
| Перемога  | 3–2  | Лип 2013 | Yakima Challenger, США    | 50,000 | Тверде   | Івана Лісяк                   | 6–1, 6–4      |
| Поразка   | 3–3  | Бер 2014 | ITF Palm Harbor, США      | 25,000 | Ґрунт    | Грейс Мін                     | 5–7, 0–6      |
| Перемога  | 4–3  | Лип 2014 | Carson Challenger, США    | 50,000 | Тверде   | Мелані Уден                   | 6–4, 6–4      |
| Поразка   | 4–4  | Лип 2014 | Lexington Challenger, США | 50,000 | Тверде   | Медісон Бренгл                | 3–6, 4–6      |
| Поразка   | 4–5  | Жов 2015 | Kirkland Challenger, США  | 50,000 | Тверде   | Менді Мінелла                 | 6–2, 5–7, 2–6 |
| Поразка   | 4–6  | Лис 2015 | ITF Waco, США             | 50,000 | Тверде   | Вікторія Голубич              | 2–6, 1–6      |
| Перемога  | 5–6  | Чер 2017 | ITF Baton Rouge, США      | 25,000 | Тверде   | Франсеска Ді Лорензо          | 6–3, 6–3      |
| Поразка   | 5–7  | Лип 2017 | ITF Auburn, США           | 25,000 | Тверде   | Іманісі Міхару                | 3–6, 2–6      |
| Перемога  | 6–7  | Чер 2018 | ITF Naples, США           | 25,000 | Ґрунт    | Ешлі Крецер                   | 6–4, 6–4      |
| Поразка   | 6–8  | Лип 2018 | Berkeley Challenge, США   | 60,000 | Тверде   | Софія Кенін                   | 0–6, 4–6      |
| Поразка   | 6–9  | Лис 2018 | ITF Las Vegas, США        | 80,000 | Тверде   | Белінда Бенчич                | 5–7, 1–6      |
| Перемога  | 7–9  | Лют 2019 | ITF Rancho Santa Fe, США  | 25,000 | Тверде   | Крісті Ан                     | 6–3, 6–3      |
| Поразка   | 7–10 | Кві 2019 | ITF Palm Harbor, США      | 80,000 | Ґрунт    | Барбора Крейчикова            | 0–6, 1–6      |
| Поразка   | 7–11 | Лип 2019 | ITF Honolulu, США         | 60,000 | Тверде   | Юс'ю Мейтейн Арконада         | 0–6, 2–6      |

### Парний розряд: 7 (5 титули, 2 runner–ups)
| Легенда                 |
| ----------------------- |
| Турніри $100,000        |
| Турніри $80,000         |
| $50,000/Турніри $60,000 |
| Турніри $25,000         |
| Турніри $15,000         |

| Фінали за покриттям |
| ------------------- |
| Тверде (4–1)        |
| Ґрунт (1–1)         |
| Трава (0–0)         |
| Килим (0–0)         |

| Результат | W–L | Дата     | Турнір                   | Tier   | Покриття | Партнер        | Опоненти                              | Рахунок           |
| --------- | --- | -------- | ------------------------ | ------ | -------- | -------------- | ------------------------------------- | ----------------- |
| Перемога  | 1–0 | Тра 2010 | ITF Raleigh, США         | 50,000 | Ґрунт    | Крісті Ан      | Александра Мюллер Аша Ролле           | 6–3, 6–2          |
| Поразка   | 1–1 | Лип 2012 | ITF Denver, США          | 50,000 | Тверде   | Лорен Ембрі    | Марі-Ев Пеллетьє Шелбі Роджерс        | 3–6, 6–3, [10–12] |
| Поразка   | 1–2 | Кві 2013 | ITF Charlottesville, США | 50,000 | Ґрунт    | Шелбі Роджерс  | Nicola Slater Коко Вандевей           | 3–6, 6–7(4)       |
| Перемога  | 2–2 | Жов 2015 | ITF Las Vegas, США       | 50,000 | Тверде   | Джулія Босеруп | Паула Крістіна Гонсалвеш Саназ Маранд | 6–3, 6–4          |
| Перемога  | 3–2 | Лис 2015 | ITF Waco, США            | 50,000 | Тверде   | Ваня Кінг      | Юлія Глушко Ребекка Петерсон          | 6–4, 6–4          |
| Перемога  | 4–2 | Лип 2018 | Berkeley Challenge, США  | 60,000 | Тверде   | Ейжа Мугаммад  | Еллен Перес Сабріна Сантамарія        | 6–4, 6–1          |
| Перемога  | 5–2 | Лис 2018 | ITF Tyler, США           | 80,000 | Тверде   | Ейжа Мугаммад  | Дезіре Кравчик Джуліана Ольмос        | 3–6, 6–3, [14–12] |